# 毛颖荩草
毛颖荩草（学名：Arthraxon lanceolatus var. raizadae）为禾本科荩草属下的一个变种。

## 扩展阅读
- 維基物種上的相關：毛颖荩草